# Мутала (община)
Община Мутала (на шведски: Motala kommun) е разположена в лен Йостерйотланд, югоизточна Швеция с обща площ 1274 km2 и население 42 187 души (към 31 декември 2013). Административен център на община Мутала е едноименния град Мутала.